# انجمن کنستانتین

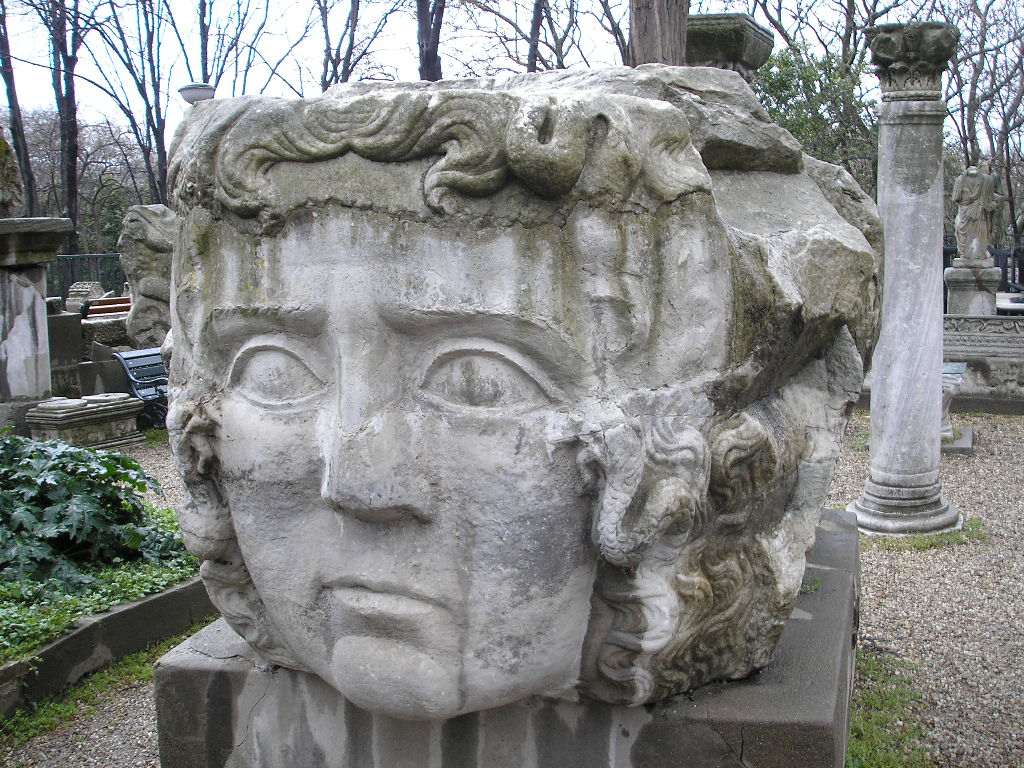
کیستونی که احتمالاً قسمتی از انجمن بوده و در موزه باستان‌شناسی استانبول نگهداری می‌شود

مجمع کنستانتین (یونانی: Φόρος Κωνσταντίνου) در مبنای قسطنطنیه بی درنگ در خارج از دیوارهای شهر قدیمی بیزانس مهیا شد. این مرکز شهر جدید را معلوم می‌نمود و یک محل مرکزی در راستای مسه، جاده تشریفاتی اصلی شهر بود. مستدیر بود و دارای دو دروازه به یاد ماندنی در شرق و غرب بود. ستون کنستانتین که هنوز هم عمودی است و این روزا در ترکی به نام جمبرلیتاس شناخته می‌شود، در مرکز میدان برپا شد.
ستون در آغاز با مجسمه کنستانتین بزرگ (۳. ۳۰۶–۳۳۷) به نام آپولو تاج گذاری شد، ولی باد شدید در تاریخ ۱۱۵۰ باعث از پا در آمدن مجسمه و سه طبل بالای ستون شد و یک صلیب به آن اضافه شد. مکان توسط امپراتور بیزانس مانوئل اول کومننوس (ح. ۱۱۴۳–۱۱۸۰). در غیر این صورت این انجمن تا جنگ صلیبی چهارم در سال‌های ۱۲۰۳–۱۲۰۴ کما بیش دست نخورده باقی ماند. نخستین مجلس سنای شهر در پهلوی شمالی آن واقع شده بود. از منبع می‌دانیم که این میدان با جمعی مجسمه باستانی درست شده‌است، ولی تعیین ظاهر و مکان دقیق آنها غیرممکن است.
فروم در آتش‌سوزی که توسط سربازان جنگ صلیبی چهارم در تاریخ ۱۲۰۳ شروع شد، صدمه بسیاری دید. بعد از دزدی تاریخ ۱۲۰۴، مجسمه‌های باستانی تزئین شده توسط صلیبیون ذوب شدند.